# Établissement Cazes
Établissement Cazes est un constructeur automobile français.

## Production

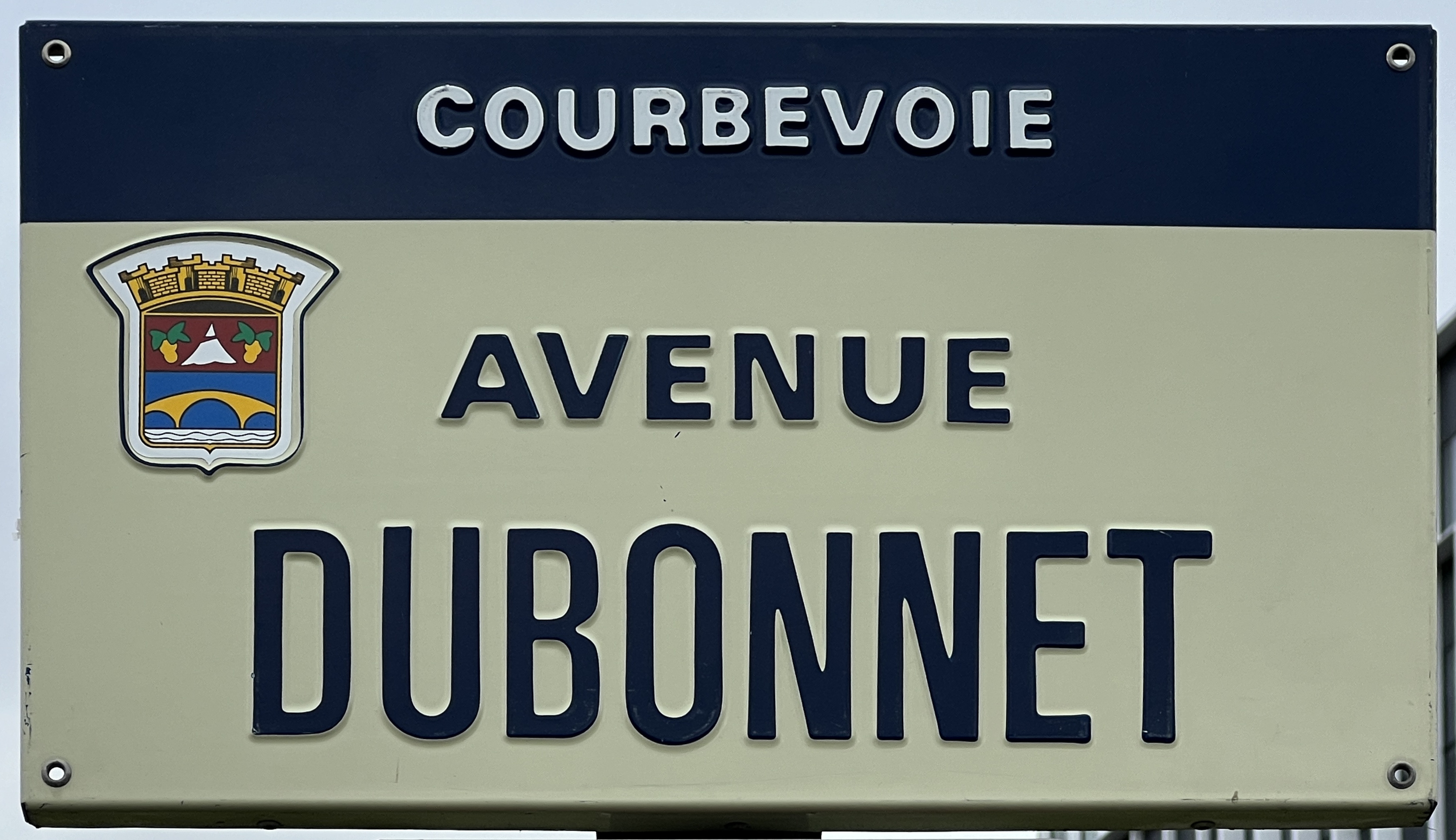
Avenue Dubonnet à Courbevoie, siège de l’usine Cazes.

La société Automobiles Cazes, basée à Courbevoie, a commencé à produire des camions au début des années 1900.
L’usine était située au Avenue Dubonnet. La société Automobiles Cazes s’était spécialisée dans les véhicules équipés d’un système de carburateur en bois. En plus du coût nettement inférieur du bois par rapport à l’essence, des avantages étaient également attendus dans la vente de véhicules aux colonies françaises. Le camion de 20 ch a été conçu pour une charge utile de 4000 kg. Le véhicule avait un empattement de 3750 mm. La longueur totale était de 5615 mm.
Avec une hauteur de zone de chargement de 1040 mm, le véhicule était bien adapté aux rampes de chargement et aux voies ferrées. Un arbre à cardan reliait la boîte de vitesses au différentiel de l’essieu arrière. À partir de là, les roues arrière étaient entraînées par des chaînes.
En plus du moteur de 20 ch, il y avait un autre moteur quatre cylindres de 40 ch. Ce véhicule était autorisé à transporter jusqu’à 6000 kg. La vitesse des véhicules était de 10 à 12 km/h, en fonction du moteur et de la charge. On ne sait pas exactement quand la production de Cazes a commencé et s’est terminée.